# Tillandsia 'Frolic'
Tillandsia 'Frolic' es un  cultivar híbrido del género Tillandsia perteneciente a la familia  Bromeliaceae.
Es un híbrido creado en el año 2000 con las especies Tillandsia paucifolia × Tillandsia ionantha.